# Slide It In
Slide It In es el séptimo álbum de estudio de la banda británica de hard rock Whitesnake, lanzado en enero de 1984.
Fue el primero publicado en Estados Unidos. Fue regrabado para la edición estadounidense, incluso con algunos músicos distintos. A causa de ello, existen dos ediciones sumamente diferentes, incluyendo desde la calidad de los temas y hasta el orden de las canciones. En el Reino Unido el álbum recibió críticas divididas, contrario al éxito que gozó en Estados Unidos.
En 1988 el álbum volvió a entrar en las listas de éxitos gracias al éxito del auto-titulado álbum Whitesnake (“1987“ en Europa), alcanzando el puesto # 99. Era la grabación final Whitesnake usó el logo original de la serpiente.

## Cambios de integrantes
Como ha sido lo habitual a lo largo de la historia del grupo, la alineación fue muy inconsistente y pasó por varios cambios, aún durante las sesiones de grabación de Slide It In. 
El guitarrista John Sykes solo participó en la edición americana del disco, (la cual se realizó posterior a la europea), al reemplazar a Micky Moody. Neil Murray regresó en lugar de Colin Hodgkinson, mientras el célebre tecladista Jon Lord se marchó en definitiva en abril de 1984, a pesar de haber participado en ambas grabaciones.
Mel Galley fue la última baja, al retirarse a mediados de 1984. Su participación en este trabajo fue fundamental tanto en la composición como en la interpretación de la guitarra.
Una de las partidas más sensibles fue la de Micky Moody, miembro fundador y el único (junto con David Coverdale) en estar presente en todas las formaciones de Whitesnake. Sin embargo su salida fue definitiva en 1983 por diferencias irreconciliables. En una entrevista en 1997, declaró: "(….)Entonces, una noche estábamos en Alemania y habíamos hecho una especie de mini festival con Thin Lizzy y John Sykes estaba en la guitarra. De vuelta al hotel todos estábamos sentados alrededor y David le habló realmente mucho a John Sykes. Yo estaba sentado en silencio y David caminaba a mi alrededor, señalándome con el dedo y dijo: ´¿No le des la espalda a la audiencia de nuevo'. Yo dije: ´¿perdón?`. Dijo que: `eso es muy poco profesional`, frente a John Sykes para hacerme parecer pequeño y me dije a mí mismo: ´eso es todo´. Eso es cercanamente a decir : ´darle un lugar en la banda`, porque ni siquiera yo sabía por entonces que quería a alguien como John Sykes, porque él se veía bien y era un buen guitarrista. Decidí salir después de terminar al final de la gira. El último concierto fue en Bruselas, Bélgica en octubre de 1983".

## Lista de canciones
Todas las canciones escritas por  David Coverdale y Mel Galley, excepto donde se indica.

### Edición Reino Unido
| UK Release |                                                |                        |          |  |
| N.º        | Título                                         | Escritor(es)           | Duración |  |
| 1.         | «Gambler»                                      |                        | 3:57     |  |
| 2.         | «Slide It In»                                  | Coverdale              | 3:20     |  |
| 3.         | «Standing in the Shadow»                       | Coverdale              | 3:32     |  |
| 4.         | «Give Me More Time»                            |                        | 3:41     |  |
| 5.         | «Love Ain't No Stranger»                       |                        | 4:13     |  |
| 6.         | «Slow an' Easy»                                | Coverdale, Micky Moody | 6:09     |  |
| 7.         | «Spit It Out»                                  |                        | 4:11     |  |
| 8.         | «All or Nothing»                               |                        | 3:34     |  |
| 9.         | «Hungry for Love»                              | Coverdale              | 3:57     |  |
| 10.        | «Guilty of Love»                               | Coverdale              | 3:18     |  |
| 11.        | «Need Your Love So Bad» (Japanese Bonus Track) | Mertis John Jr.        | 3:14     |  |

### Edición Estados Unidos
| US Release |                          |                  |          |  |
| N.º        | Título                   | Escritor(es)     | Duración |  |
| 1.         | «Slide It In»            | Coverdale        | 3:20     |  |
| 2.         | «Slow an' Easy»          | Coverdale, Moody | 6:08     |  |
| 3.         | «Love Ain't No Stranger» |                  | 4:18     |  |
| 4.         | «All or Nothing»         |                  | 3:40     |  |
| 5.         | «Gambler»                |                  | 3:58     |  |
| 6.         | «Guilty of Love»         | Coverdale        | 3:24     |  |
| 7.         | «Hungry for Love»        | Coverdale        | 3:28     |  |
| 8.         | «Give Me More Time»      |                  | 3:42     |  |
| 9.         | «Spit It Out»            |                  | 4:26     |  |
| 10.        | «Standing in the Shadow» | Coverdale        | 3:42     |  |

### Edición de 25 Aniversario en DVD
| N.º | Título                                                       | Duración |  |
| 1.  | «Guilty Of Love» (Music Video)                               | 3:17     |  |
| 2.  | «Slow an' Easy» (Music Video)                                | 4:16     |  |
| 3.  | «Love Ain't No Stranger» (Music Video)                       | 4:33     |  |
| 4.  | «Guilty Of Love» (Live at Donnington 1983)                   | 4:18     |  |
| 5.  | «Love Ain't No Stranger» (Live: Starkers In Tokyo)           | 3:17     |  |
| 6.  | «Give Me More Time» (BBC TV's Top Of The Pops 19/1/84)       | 3:37     |  |
| 7.  | «Love Ain't No Stranger» (Live... In The Still Of The Night) | 4:28     |  |

## Personal

### Edición Estados Unidos
- David Coverdale – vocales, percussion, piano
- John Sykes – guitarras
- Mel Galley – guitarras, coros
- Neil Murray – bajo
- Jon Lord – teclados
- Cozy Powell – batería
- Coros por The Fabulosa Brothers excepto en "Slow an' Easy" por The Big Eads (Jimmy, Ben, Erik, Baru-Baru, Jools, Jane, Mel, Cozy and David)

### Edición Reino Unido
- David Coverdale – vocales, percussion, piano
- Micky Moody – guitarras
- Mel Galley – guitarras, coros
- Colin Hodgkinson – bajo
- Jon Lord – teclados
- Cozy Powell – batería
- Coros por  The Fabulosa Brothers except en  "Slow an' Easy" por The Big Eads (Jimmy, Ben, Erik, Baru-Baru, Jools, Jane, Mel, Cozy and David)

### Créditos
- Mezclado por Keith Olsen en Goodnight LA
- Materizado por Greg Fulginiti en Artisan Sound Recorders
- John Kalodner : John Kalodner

## Posiciones en listas

### Álbum
Billboard (Norteamérica)
| Año  | Chart             | Posición |
| ---- | ----------------- | -------- |
| 1984 | The Billboard 200 | 40       |
| 1984 | U.K. Albums Chart | 9        |

### Sencillos US
UK
| Nombre                 | Chart     | Posición |
| ---------------------- | --------- | -------- |
| Guilty of Love         | UK Charts | 31       |
| Standing in the Shadow | UK Charts | 62       |
| Give Me More Time      | UK Charts | 29       |
| Love Ain't No Stranger | UK Charts | 44       |

USA
| Nombre                 | Chart                            | Posición |
| ---------------------- | -------------------------------- | -------- |
| Love Ain't No Stranger | Billboard Mainstream Rock Tracks | 34       |
| Slow An' Easy          | Billboard Mainstream Rock Tracks | 17       |